# Heinrich Imig
Heinrich Gottlieb Imig (ur. 23 lipca 1893 w Steele, obecnie częśc Essen, zm. 24 lutego 1956 w Castrop-Rauxel) – niemiecki polityk, samorządowiec i związkowiec, parlamentarzysta krajowy i europejski, przewodniczący IG Bergbau.

## Życiorys
Syn górnika Josefa i Helene z domu Hardick. Uczył się w szkole ludowej i gimnazjum w Steele, nie podchodząc do matury ze względów materialnych. Od 1911 pracował w pralni i jako ratownik wodny, od 1913 zatrudniony w kopalni. górnik. W latach 1914–1918 walczył na froncie I wojnie światowej. Po wojnie zatrudniony w rodzinnej pralni, następnie w kopalni Zollverein, zasiadał w radzie pracowniczej i nadzorczej tego kompleksu. Został działaczem konfederacji związkowej Vereinigte Stahlwerke, następnie etatowym pracownikiem górniczego związku zawodowego w Bochum i Castrop-Rauxel. W 1933 jego związek zawodowy rozwiązano z przyczyn ideologicznych, znalazł zatrudnienie jako przedstawiciel piekarni. Podczas II wojny światowej od 1939 do 1945 wcielony do Luftschutzpolizei, jednostki Ordnungspolizei odpowiedzialnej za ochronę przeciwlotniczą. W 1948 został wiceprzewodniczącym Industriegewerkschaft Bergbau. W latach 1953–1956 szef konfederacji związkowej IG Bergbau, w 1954 wybrany także przewodniczącym Miners' International Federation.
Wstąpił do Socjaldemokratycznej Partii Niemiec. Pomiędzy 1945 a 1948 tymczasowy burmistrz, Stadtdirektor i radny miejski w Castrop-Rauxel z nadania alianckich władz okupacyjnych. W latach 1949–1953 członek Bundestagu, od 1952 do 1953 oddelegowany do Zgromadzenia EWWiS (protoplasty Parlamentu Europejskiego).
Jego imieniem nazwano ulice w różnych miastach regionu.